# Myst (серія)

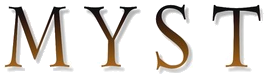

Серія Myst включає ряд комп'ютерних ігор і літературних творів, що розповідають про події, пов'язані з А́трусом (Atrus) і його сім'єю, нащадками стародавньої цивілізації D'ni, яка мешкала глибоко під землею і була здатною за допомогою Мистецтва написання створювати книги-портали, які ведуть в паралельні світи (Епохи).
Брати розробили Myst після створення відзначених нагородами ігор для дітей. Спираючись на дитячі історії, брати витратили місяці на розробку епох, які гравці будуть досліджувати. Назва Myst походить від роману Жуля Верна «Таємничий острів». Після виходу Riven Робін залишив Cyan, щоб зайнятися іншими проектами, а Cyan почав розробляти Uru; розробники Presto Studios і Ubisoft створили Exile і Revelation, перш ніж Cyan повернувся, щоб завершити серію з End of Ages. Myst та її продовження мали критичний і комерційний успіх, продавшись накладом понад дванадцять мільйонів копій; ігри стимулювали продажі персональних комп'ютерів і приводів CD-ROM, а також приваблювали казуальних геймерів своїм ненасильницьким, методичним ігровим процесом. Успіх відеоігор призвів до появи трьох опублікованих романів на додаток до саундтреків, коміксів, а також телевізійних і кінопропозицій.

## Ігри
- Myst
  - Myst: Masterpiece Edition — рімейк ігри з оновленою графікою і музикою.
  - realMYST — головний рімейк гри, що виконаний на 3D-рушію і включає нову локацію.
- Riven
- Myst 3: Exile
- Myst 4: Revelation
- Myst 5: End of Ages
- Uru: Complete Chronicles
  - Uru: Ages Beyond Myst +
    - Uru: To Dni
    - Uru: The Path of the Shell
- Uru Live (UL) — заморожений онлайн-проєкт.
  - Untml Uru (UU) — відновлений онлайн-проєкт.
- Myst Online: Uru Live (MOUL) — заморожений онлайн-проєкт, ініційований компаніями Cyan та Gametap.
  - Myst Online: Restoration Experiment (MORE) — відновлений онлайн-проєкт.